# Fay Babcock
Fay Clark Babcock (* 15. Juni 1895 in San Francisco; † 12. November 1970 in Los Angeles) war eine US-amerikanische Szenenbildnerin beim Film.

## Leben
Fay Babcock arbeitete 1931 erstmals als Szenenbildnerin beim Film in Hollywood. Doch erst im Jahr 1937 erhielt sie als eine der wenigen Frauen in ihrem Metier einen festen Vertrag bei Columbia Pictures. 1943 erhielt sie zusammen mit Lionel Banks und Rudolph Sternad ihre erste Oscar-Nominierung in der Kategorie Bestes Szenenbild für die Filmkomödie Zeuge der Anklage mit Cary Grant und Jean Arthur. 1945 folgte eine weitere Nominierung für das Technicolor-Filmmusical Es tanzt die Göttin mit Rita Hayworth und Gene Kelly.
Ab 1946 arbeitete Babcock als freiberufliche Ausstatterin für verschiedene Filmstudios. Ab Mitte der 1950er Jahre war sie auch für die Kulissen von US-amerikanischen Fernsehserien zuständig. 1962 ging sie in den Ruhestand. Sie starb 1970 im Alter von 75 Jahren in Los Angeles. Ihr Grab befindet sich im Forest Lawn Memorial Park in Glendale.

## Filmografie (Auswahl)
- 1937: In den Fesseln von Shangri-La (Lost Horizon) – Regie: Frank Capra
- 1938: There’s Always a Woman – Regie: Alexander Hall
- 1940: Blondie on a Budget – Regie: Frank R. Strayer
- 1942: Zeuge der Anklage (The Talk of the Town) – Regie: George Stevens
- 1942: Meine Schwester Ellen (My Sister Eileen) – Regie: Alexander Hall
- 1943: Immer mehr, immer fröhlicher (The More the Merrier) – Regie: George Stevens
- 1944: Es tanzt die Göttin (Cover Girl) – Regie: Charles Vidor
- 1944: Modell wider Willen (Together Again) – Regie: Charles Vidor
- 1945: Leave It to Blondie – Regie: Abby Berlin
- 1946: Flucht von der Teufelsinsel (The Return of Monte Cristo) – Regie: Henry Levin
- 1947: Abgekartetes Spiel (Framed) – Regie: Richard Wallace
- 1947: Achtung, Küstenpolizei (Dragnet) – Regie: Leslie Goodwins
- 1950: Beware of Blondie – Regie: Edward Bernds
- 1955: Flucht nach Burma (Escape to Burma) – Regie: Allan Dwan
- 1955: Ein Mann allein (A Man Alone) – Regie: Ray Milland
- 1955: Der letzte Indianer (The Vanishing American) – Regie: Joseph Kane
- 1956: Der Teufel von Colorado (The Maverick Queen) – Regie: Joseph Kane
- 1956: 23 Schritte zum Abgrund (23 Paces to Baker Street) – Regie: Henry Hathaway
- 1956: Pulverdampf und heiße Lieder (Love Me Tender) – Regie: Robert D. Webb
- 1956: Alles um Anita (Hollywood or Bust) – Regie: Frank Tashlin
- 1956: Rivalen ohne Gnade (Three Violent People) – Regie: Rudolph Maté
- 1957: Wo alle Straßen enden (The Wayward Bus) – Regie: Victor Vicas
- 1957: Lederstrumpf: Der Wildtöter (The Deerslayer) – Regie: Kurt Neumann
- 1957: Duell im Atlantik (The Enemy Below) – Regie: Dick Powell
- 1958: Hölle, wo ist dein Schrecken (In Love and War) – Regie: Philip Dunne
- 1960: Die Wölfe von Los Angeles (Key Witness) – Regie: Phil Karlson
- 1961: Das Gold der sieben Berge (Gold of The Seven Saints) – Regie: Gordon Douglas

## Auszeichnungen
- 1943: Oscar-Nominierung in der Kategorie Bestes Szenenbild (zusammen mit Lionel Banks, Rudolph Sternad) für Zeuge der Anklage
- 1945: Oscar-Nominierung in der Kategorie Bestes Szenenbild (zusammen mit Lionel Banks, Cary Odell) für Es tanzt die Göttin